# 碳税

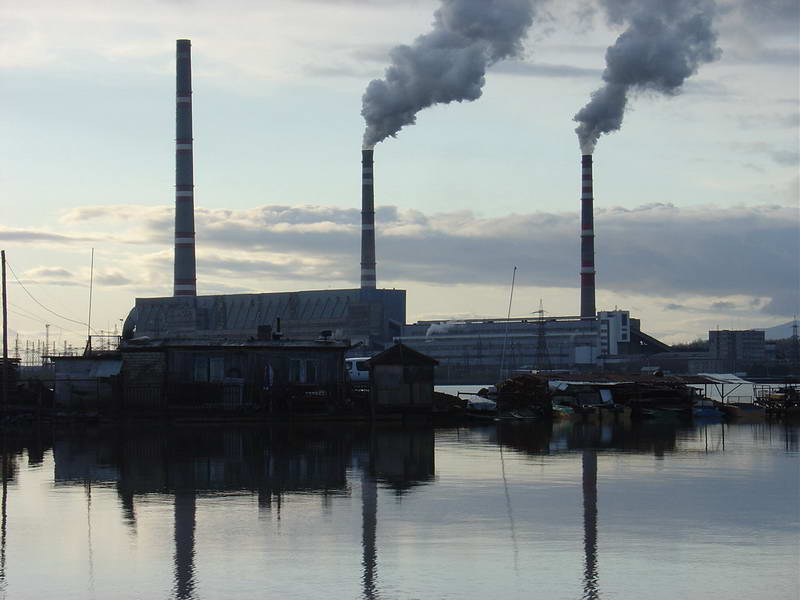
一座位於俄羅斯濱海邊疆區波扎爾斯基區盧切戈爾斯克的燃煤火力發電廠。

碳稅（英語：Carbon tax）指的是對生產商品和服務，在過程中任何階段依據使用化石燃料的碳含量所徵的稅。碳稅的目的是彰顯碳排放所隱含的社會成本。透過提高化石燃料的價格而達到減少溫室氣體排放的目的。此舉不僅可降低對產生高排放的商品和服務的需求，也可激勵人們將所有活動的排放強度減少。當使用煤炭、石油或天然氣之時，其大部分或全部的碳都會轉化為二氧化碳。溫室氣體排放導致氣候變化。針對這種負面外部性，可利用徵稅而達降低的目的。
最簡單形式的碳稅是僅涵蓋二氧化碳排放。這種稅收也可涵蓋其他溫室氣體，例如甲烷或一氧化二氮，根據其全球暖化潛勢（GWP）換算為二氧化碳當量進行徵稅。碳稅是一種皮古稅。
研究顯示徵收碳稅確實可減少排放。許多經濟學家認為碳稅是應對氣候變化最有效（成本最低）的方式。全球至少已有77個國家和100多個城市已承諾在2050年實現淨零排放。截至2019年，已有25個國家實施或計劃實施碳稅。46個國家透過碳稅或碳交易計畫制定某種形式的碳定價。
有了碳稅，會讓人們的消費成本變得更加昂貴，對其福祉造成負面影響，尤其是對窮人。例如汽油和電力的價格將會因此上漲。為讓碳稅更為公平，政策制定者可嘗試利用財政手段，將碳稅收入重新分配給低收入群體。把政策變成碳費與紅利模式，跳脫出原本僅為簡單稅收的框架。
碳定價概念中同時包含碳稅和碳交易。碳稅的兩種常見經濟替代方案是與碳抵銷與碳信用連結的可交易配額與碳信用，另外是提供補貼，鼓勵企業採用低碳技術或轉向可再生能源。

## 目的
二氧化碳是人類活動排放的幾種溫室氣體之一（另外還有甲烷和水蒸氣）。而目前普遍的科學共識是人類產生的溫室氣體排放是導致氣候變化的主要原因，二氧化碳是這類溫室氣體中最重要的。全球人類活動每年可產生270億噸二氧化碳。大氣中二氧化碳的物理效應可透過地球-大氣系統能量平衡的變化（即二氧化碳造成的輻射強迫）來測量。不同的溫室氣體具有不同的物理特性：全球暖化潛勢（GWP）是國際公認，用來衡量二氧化碳之外溫室氣體暖化作用的尺度，以噸二氧化碳當量單位表示。
碳稅透過提高會排放溫室氣體的化石燃料的價格來達到減少排放的目的。如此做不僅降低對產生高排放的商品和服務的需求，也激勵人們減少其活動的排放強度。

## 經濟理論

### 歷史與基本原理
碳稅是一種污染稅。英國出生，後來在美國麻省理工學院教授工程學的大衛‧戈登‧威爾森在1973年首次提出這種概念。碳稅與傳統命令和控制規範（明確限制或禁止排放污染）不同，碳稅的目的是引導市場找出降低污染的最有效方法。碳稅是種間接稅，即對交易徵稅，而非對收入徵稅（直接稅）。碳稅是種價格工具，因為它設定的是價格而非排放限額。碳稅除能激勵節能之外，還能讓風能、太陽能和地熱能等再生能源更具競爭力。
在經濟理論中，污染被認為是負面外部性（對未直接參與交易的第三方產生的負面影響），是一種市場失靈。為解決此種問題，英國經濟學家亞瑟·塞西爾·皮古提議對商品（在本例中為碳氫化合物燃料）徵稅，前面所說的燃料是造成外部性的來源（二氧化碳），把外部性也加入成本之內（內部化）就得以準確反映商品的真實成本。對負面外部性所課的稅收即為庇古稅。
在庇古設計的框架內，所涉及的外部性具有邊際性，且規模夠小，不會扭曲經濟。但據稱氣候變化會導致災難性（而非邊際性）的後果。所謂"非邊際性"是指影響的程度會顯著將收入和福利的成長率降低。專門用於緩解氣候變化的資源數量規模具有爭議性。用於減少碳排放的政策可能會產生非邊際性影響，但據稱並非災難性的。

### 設計
設計碳稅時涉及兩個主要因素：稅率水準和收入用途。前者本於碳的社會成本（SCC），SCC用於嘗試將碳污染外部性的成本予以量化。而訂立確切的數字是環境和政策界爭論的議題。較高的SCC表示碳污染對社會造成較高的成本。史丹佛大學的科學家估計碳的社會成本高達每噸200美元以上。較保守的估計約為每噸50美元。
碳稅提案中引發爭論的另一個主題是收入用途。政府可利用收入來增加自由支配支出，或是處理預算赤字問題。然而此類提議往往存在累退稅的爭議（低收入戶稅款支出比例會變得更高），並因此類稅收導致能源成本增加而引發公眾強烈反對。為避免此情況，同時增加碳稅普及率，政府可讓碳稅達到稅收中立（不會影響整體稅款收入），透過與碳稅水平呈比例的所得稅降低，或將碳稅收入作為紅利，返還給公民來達成。

### 碳洩漏
當一個國家/部門由於有排放監管，而將排放遷移到監管較少的別處產生時，就會發生碳洩漏的問題。洩漏效應既可能是負面的（即增加整體減排的有效性），也可能是正面的（降低減少整體減排的有效性）。負面碳洩漏符合理想，可稱為一種有益效應"溢出"。
根據一項研究，針對短期的碳洩漏，需要將長期影響納入來作判斷。:28例如僅在已開發國家徵收碳稅，可能會將排放洩漏到開發中國家。然而由於已開發國家對煤炭、石油和天然氣的需求減少，導致價格下降，可能會出現理想的負的碳洩漏，讓開中國家用比煤炭排放較少的石油或天然氣作為取代，而減少排放。然而從長遠來看，如果降低污染的技術發展受到延遲，這種替代可能無法帶來長遠效益。
根據歐盟的2030年能源和氣候框架（2030 Energy and Climate Framework ）以及歐盟於2019年採用的第三次碳洩漏清單的審查（適用年份為2021年到2030年），碳洩漏是其氣候變化政治考量的核心。

### 邊境調整機制、關稅和禁令
目前已有政策提出以處理引入碳稅制度國家所擔心的，因為與未徵收的相比，前者可能會因此喪失競爭力。:5提出的方案有邊境調整機制（參見歐盟碳邊境調整機制）、關稅和禁令，用意在鼓勵各國徵收碳稅。
邊境調整機制用來補償從未制定碳價格國家進口商品/服務中的隱含排放量。另一選擇是對這些國家實施貿易禁令或是徵收關稅 - 但世界貿易組織（WTO）可能不會接受這種做法。WHO所採的判例法並未提供有關氣候相關稅收的具體裁決。但已對邊境調整機制的行政事項進行過討論。

### 碳的內部價格
許多公司設算有"碳的內部價格"，利用這種內部價格來評估未來創設專案所具的風險，並將其納入投資決策中。當公司在 a) 將排放大量二氧化碳，b) 做長遠計畫時，通常會列入更高的內部價格。石油公司的資產（工廠、煉油廠）通常會有很長的使用壽命，有可能會受到未來能源政策的影響。
| 公司名稱       | 碳的內部價格 (美元/噸二氧化碳) | 於2013年排放的二氧化碳數量 (百萬噸) |
| -------------- | ------------------------------ | ----------------------------------- |
| 埃克森美孚     | 60                             | 132                                 |
| BP             | 40                             | 60                                  |
| 殼牌           | 40                             | 72                                  |
| 道達爾能源     | 34                             | 47                                  |
| 阿莫林公司     | 30                             | 56                                  |
| 卓越能源公司   | 20                             | 54                                  |
| Google         | 13                             | 0.04                                |
| 華特迪士尼公司 | 10–20                          | 0.9                                 |
| 康菲公司       | 8–46                           | 24                                  |
| 微軟           | 6                              | 0.05                                |

## 影響

### 正面影響
研究顯示碳稅可有效減少溫室氣體排放。大多數經濟學家認為碳稅是遏制氣候變化最有效率及最有效果的方式，對經濟產生的不利影響最小。
有項研究報告提起瑞典實施的碳稅，已成功將交通運輸產生的二氧化碳量減少11%。於2015年，有項對加拿大英屬哥倫比亞省的研究發現因為徵收碳稅的緣故，而減少5-15%的溫室氣體排放，而在總體經濟方面的負面影響卻小到可忽略不計。對同一行省於2017年所做的研究，發現整個行業均從碳稅中受益，且"就業人數每年增長0.74%，數字不大，仍具有統計上的意義"，但碳密集型和貿易敏感型行業則受到不利影響。於2020年對徵收碳稅的富裕民主國家做的一項研究顯示其經濟成長並未因此受到限制。
碳稅似乎並未對歐洲的就業或國內生產毛額（GDP）成長造成不利影響。碳稅在經濟上的影響，範圍從零到適度正面的均有。

### 負面影響及權衡
多項研究發現徵收碳稅在社會福利和稅收抵免沒有增加的情況下，對貧困家庭的打擊將比對富裕家庭更大。美國塔夫茲大學經濟學教授吉爾伯特·E.·梅特卡夫認為在美國徵收碳稅會發生累退稅的效果，而提出質疑。
碳稅會提高電價。
關於碳定價（如碳交易與碳稅）與氣候正義之間的關係存在爭議。但碳定價可根據一些氣候正義原則進行調整，例如污染者自付原則。許多氣候正義的支持者反對碳定價。為縮小此二概念間的差距，可在碳定價之時也設定排放上限，將服務不足社區所受的污染降低，並將碳稅收入公平分配。

## 支持與反對
自碳稅的概念首次提出以來，許多經濟學家都將其優勢描述為減少二氧化碳污染的一種手段。稱讚其"比目前的特定監管法能更好的控制污染。"它也因其具有市場機制的簡單性而受稱讚。描述中包括有"最有效的指導生產者和消費者做決策的方式"，因為"碳排放對地球氣候的有害影響存有尚未予定價的社會成本。”
然而碳稅卻遭到相當多民眾的反對，此種建議在幾次選舉中受到拒絕，在某些情況下因反對勢力擴大而被推翻，拉動者的因應做法之一是將碳稅收入專門回饋給大眾，以贏得支持。一名稱為公民氣候遊說團是個擁有500多個分會的國際性組織，其主張就是以累進碳費和紅利的架構推動碳稅立法。 曾於美國國家航空暨太空總署（NASA）工作過的氣候學家詹姆斯·漢森也表示支持徵收淨零排放的碳費。
從2019年起，已有超過3,500名美國經濟學家參與《經濟學家碳紅利聲明》的簽署。聲明中描述在美國實施碳稅的好處，以及如何制定碳稅。其中一項是將稅收而來的收入回饋給公眾。該聲明最初的簽署人是45名諾貝爾經濟學獎得主、聯準會前主席、總統經濟顧問委員會前主席、和美國財政部前部長。這份聲明被認為是經濟學家達成共識的一具有歷史意義的範例。

### 大眾認知
在某些情況下，使用碳稅收入的方式可能會影響公眾的支持度。而將收入用於氣候計畫和補償低收入住房是普遍的做法。但事實證明提供有關已實施碳稅國家的具體收入用途的資訊，在增加公眾支持的效果有限。
全球洞察與諮詢顧問公司GlobeScan於2021年對31個國家和地區進行一項民意調查，發現平均62%的人支持碳稅，只有33%的人反對。在調查的31個國家和地區中，有28個國家和地區的大多數民眾均支持徵收碳稅。

## 替代方案
截至2015年，開發中國家的碳排放量佔全球的63%。然而許多開發中國家在實行減緩碳排放的計劃方面（包括碳稅）會面臨各種障碍。開發中國家往往將追求經濟成長擺在降低排放之前。許多國家將核電作為一種零排放能源而推展。
風能和太陽能是化石燃料的替代品。風力是一種再生能源。
位於美國紐約州的瓦薩學院經濟學教授Ben Ho認為，"雖然碳稅是應對氣候變化最佳政策組合中的一項，但並非最重要的。"

### 碳交易
限額與交易（cap and trade）是另一種做法。設下整體碳排放量上限，因而產生的排放許可證在排放者之間進行交易。許可證可透過政府拍賣的方式或根據實體現有排放量免費提供（祖父條款）。拍賣而得的收入可用於降低別的稅收，或是資助政府計畫。限額與交易方式的變體包括有設定排放許可的價格下限和/或價格上限。也有碳稅與與碳交易結合的做法。
根據祖父條款取得排放許可，加上設定排放上限，具有效率上的優勢，因為它適用於所有行業。限額與交易為所有生產者提供平等的誘因以減少其邊際排放，由於碳稅會對某些部門提供免稅或是降低稅率，因此限額與交易較具有優勢。
碳稅和碳交易體系都是為碳排放制定價格而達到減排的目的。.在沒不確定性的情況下，兩者都可產生二氧化碳效率市場假說下的數量和價格。當環境損害以及每單位二氧化碳的補償稅收無法準確計算時，採排放許可制度可能較有利。如果企業的二氧化碳減排成本無法確定，最好的做法是課稅。
排放許可制度可用來調節總排放量。在實際做法上，由於上限通常設定得非常高，導致許可證價格變得低下。在歐盟排放交易體系（EU ETS）的第一階段，各企業將排放量減少到規定的數量，仍無需購買任何額外的排放許可，導致許可證價格在兩年後達到接近零的程度，交易系統為之崩潰，促成改革的需求，最終在EU ETS第3階段開始實施。
當混合系統被引入時，碳稅和排放許可系統之間的區別可能會變得模糊。混合系統對價格變動設定限制，可能會減弱排放上限的效力。當價格過高時，發證機構會增加發放許可證。當排放量低到沒有人需購買許可證時，價格下限可能會受到破壞。吉爾伯特·E.·梅特卡夫提出一系統 - 排放保證機制（1.設定一減排目標，例如在2035年之前將碳排放量較2005年减少45%、2. 政府設定一減排曲線、3. 根據實際排放量與減排曲線的差距来自動調整碳稅稅率、4. 整個減排計畫和排放保障機制將寫入碳税中，以確保政策透明度和可預測性。），此想法原則上已被非政府組織氣候領導委員會採納。
詹姆斯·漢森在其第一本著作《我孫輩的風暴》和一封致時任總統的巴拉克·奧巴馬的公開信中均指出，碳交易的做法只會為銀行和對沖基金賺錢，並讓那些主要碳排放產業"一切照舊，行事如常"。

### 其他類型的稅
兩項與碳稅相關的稅種是排放稅和能源稅。排放稅要求個別排放者為其排放的每噸溫室氣體支付一定的費用或稅收，而能源稅則針對燃料徵收。
在緩解氣候變化方面，碳稅並不能完美取代排放稅。例如碳稅鼓勵減少使用燃料，但不鼓勵碳捕集與封存的減排措施。
徵收能源稅有提高能源價格的作用。:416能源稅是根據燃料數量或是能源的價值從價課稅（從價稅），而與這些燃料產生的溫室氣體數量不一定相關，也不會顧及其各自的全球暖化潛勢。研究顯示要減少一定數量的排放，從價能源稅將比碳稅成本更高。雖然溫室氣體排放是一種外部性，但使用能源服務可能會導致其他負外部性產生，例如碳稅並未涵蓋的空氣污染（如排放氨或懸浮微粒）。因此徵收碳稅與能源稅的綜合可能比單獨徵收碳稅更能減少空氣污染。
這些稅收中的任何一項都可與退稅結合，即所徵收的稅款將返還給符合資格的各方，對排放量大的實體徵稅，並補貼碳排放量較少的實體。
狹義碳稅僅針對二氧化碳，並未涵蓋其他溫室氣體，例如具有更大暖化潛勢的甲烷。

### 石油（汽油、柴油、航空燃油）稅
許多國家直接對燃油徵稅，例如，英國直接對車輛用油料（包括汽油和柴油）徵收碳氫化合物稅。
雖然徵收直接稅等於向消費者發出明確的信號，但在影響消費者使用燃料的效率受到下列原因的挑戰：
- 燃料效率低下的車輛被新車型取代的時間可能會推遲十年或更長。
- 政治壓力阻撓政策制定者增加稅收的企圖。
- 消費者對車輛省油性的決定與燃油價格之間存在有限的聯繫。其他做法，例如設定燃油效率標準或改變課稅福利的所得稅規則，可能會更有效。
- 消費者對燃料的需求的價格彈性較低，導致史上均將燃油稅用作一般稅收來源，而造成稅率雖然提高，但燃油用量卻不見得會減少。

車輛燃料稅可能會減少車輛燃油效率提高時出現的"反彈效應" - 通常消費者可能會因汽車燃油效率提高而增加行駛的里程或購買噸位更大、馬力更強的車輛，而將效率提高的部分抵銷掉。

### 替代方案比較
於2018年對一批頂尖經濟學家所做的調查發現58%的受訪者同意"運用碳稅較運用限額與交易更能有效實施氣候政策"的說法，31%的受訪者表示沒有意見或認為並不確定，但沒受訪者表示不同意。
在1996年發表的一項回顧研究報告，撰寫者的結論是於國際配額（上限）制度或國際碳稅之間仍難以抉擇。:430一項在2012年針對碳稅、碳交易和在產業層級設定命令與控制規範三者間做比較，所得結論是在不影響工業生產的情況下，市場機制比排放標準（即在產業層級設定命令與控制規範）更能實現排放目標。

## 施行

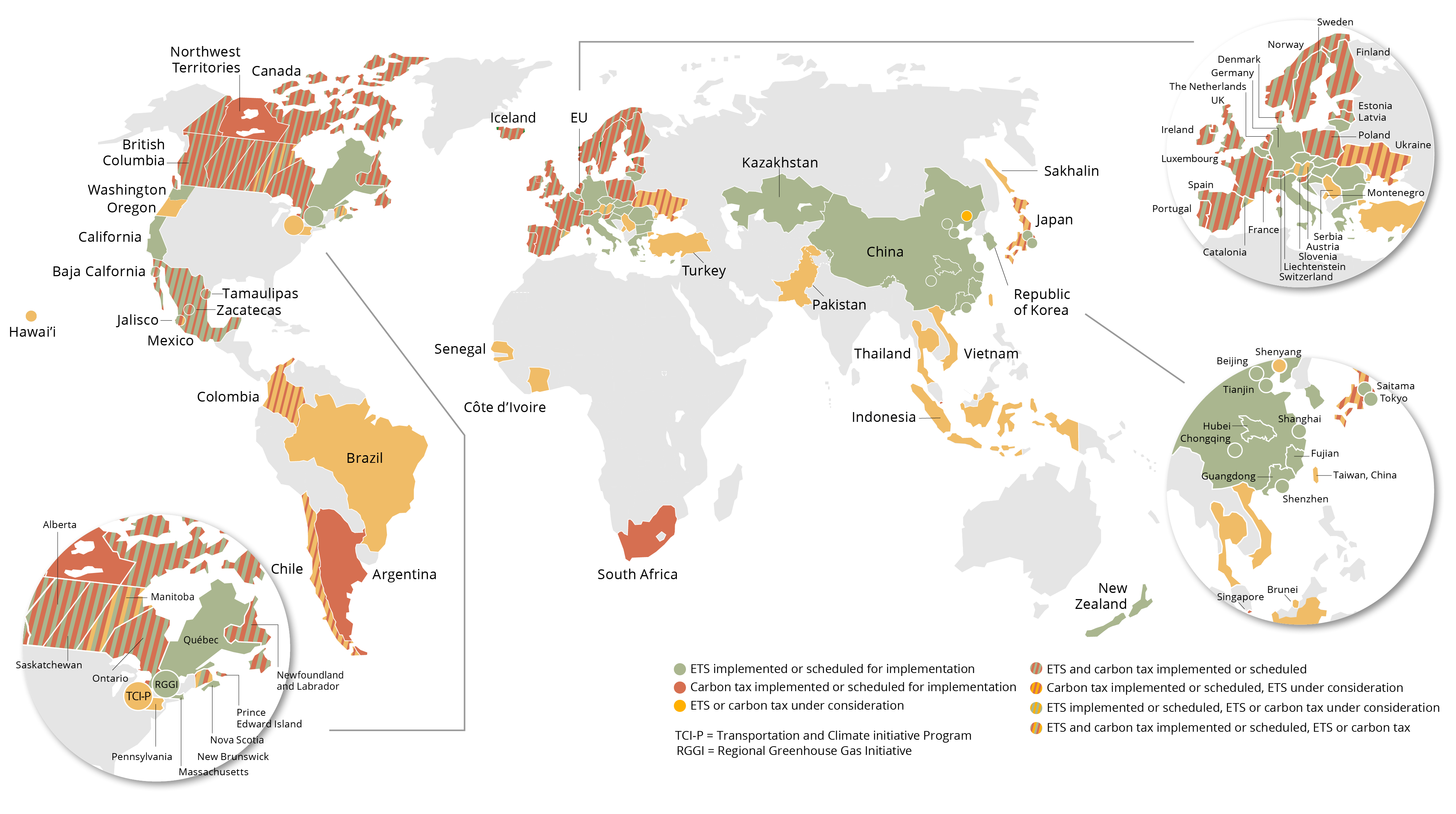
全球各地的碳排放交易及碳稅計畫（2021年）。
已實施或是預定實施碳稅
已實施或是預定實施碳交易
考慮實施碳交易或是碳稅

實施能源稅和碳稅都是為履行《聯合國氣候變化綱要公約（UNFCCC）》下的承諾。在大多數情況下，稅收會與免稅額結合施行。
間接的碳定價，例如燃油稅，比碳稅更為常見。 經合組織（OECD）於2021年報告稱，其評估的71個國家中有67個徵收某種形式的燃油稅。只有39個國家徵收碳稅或是施行排放交易系統（ETS）。然而徵收碳稅正以更快的速度成長。此外有些國家計劃在未來幾年進一步將現有的碳稅強化，包括新加坡、加拿大和南非。
目前的碳定價政策，包括碳稅，仍被認為不足以產生符合《巴黎協定》氣候目標的減排需求。國際貨幣基金組織（IMF）、經合組織等機構表示目前的化石燃料價格普遍未能反映出其造成的環境影響。

### 亞洲

#### 台灣
台灣立法院在2023年1月10日三讀通過《溫室氣體減量及管理法》修正為《氣候變遷因應法》，該法案的內容之一即為碳費制度的施行。待配套法規完成制定後，台灣將於2025年起徵收碳費。

### 歐洲
許多歐洲國家已徵收能源稅或部分基於碳含量的能源稅。其中包括丹麥、芬蘭、德國、愛爾蘭、義大利、荷蘭、挪威、斯洛維尼亞、瑞典、瑞士和英國。這些國家都未能對所有部門使用的燃料徵收統一形式的碳稅。
在歐盟會員國層級曾於1990年提議徵收碳/能源稅，但由於產業的遊說而告失敗。於2010年，歐盟執行委員會曾考慮對根據歐歐盟排放交易體系（EU ETS）而購買的污染許可證徵收一種泛歐最低稅，擬議的新稅將根據碳含量進行計算。建議費率為每噸二氧化碳4至30歐元。

### 美洲

#### 哥斯大黎加
哥斯大黎加於1997年開始對碳氫化合物燃料徵收3.5%的碳稅。部分收益將用於"環境服務付費"（PSA）計劃，這項計劃激勵土地擁有者實施永續發展和森林保護。.該國約有11%的國家領土受到這項計劃的保護。此計劃目前每年向約8,000名土地擁有者支付共約1,500萬美元。

#### 加拿大
在2008年加拿大聯邦大選中，加拿大自由黨領袖斯特凡·迪翁提出的碳稅（冠以"綠色轉變"的名稱）成為焦點。此碳稅為稅收中立，及所收的碳稅和退稅維持平衡。然而事實證明此建議並不受歡迎，導致自由黨敗選，得票率為該國聯邦成立以來最低者。保守黨以承諾"制定並實施涵蓋北美的溫室氣體和空氣污染限額與交易體系，並於2012年至2015年間實施"而贏得選舉。
該國於2018年立法，從2019年開始徵收稅收中立的碳稅，以履行總理賈斯汀·杜魯道的競選承諾。所制定的《溫室氣體污染定價法》僅適用於沒有適當碳定價的省份。
截至2020年9月，該國的13個省和地區中有7個使用聯邦碳稅，另有3個省和地區制定有自己的碳稅計畫。
聯邦政府於2020年12月發佈更新計劃，碳定價每年每噸將增加15加元，到2025年達到每噸95加元，2030年達到每噸170加元。
魁北克省是第一個開徵碳稅的省份。從2007年10月1日起向能源生產者徵收，收入用於能源效率計劃。汽油稅率為每公升0.008加元，即每噸二氧化碳當量約3.50加元。

#### 美國

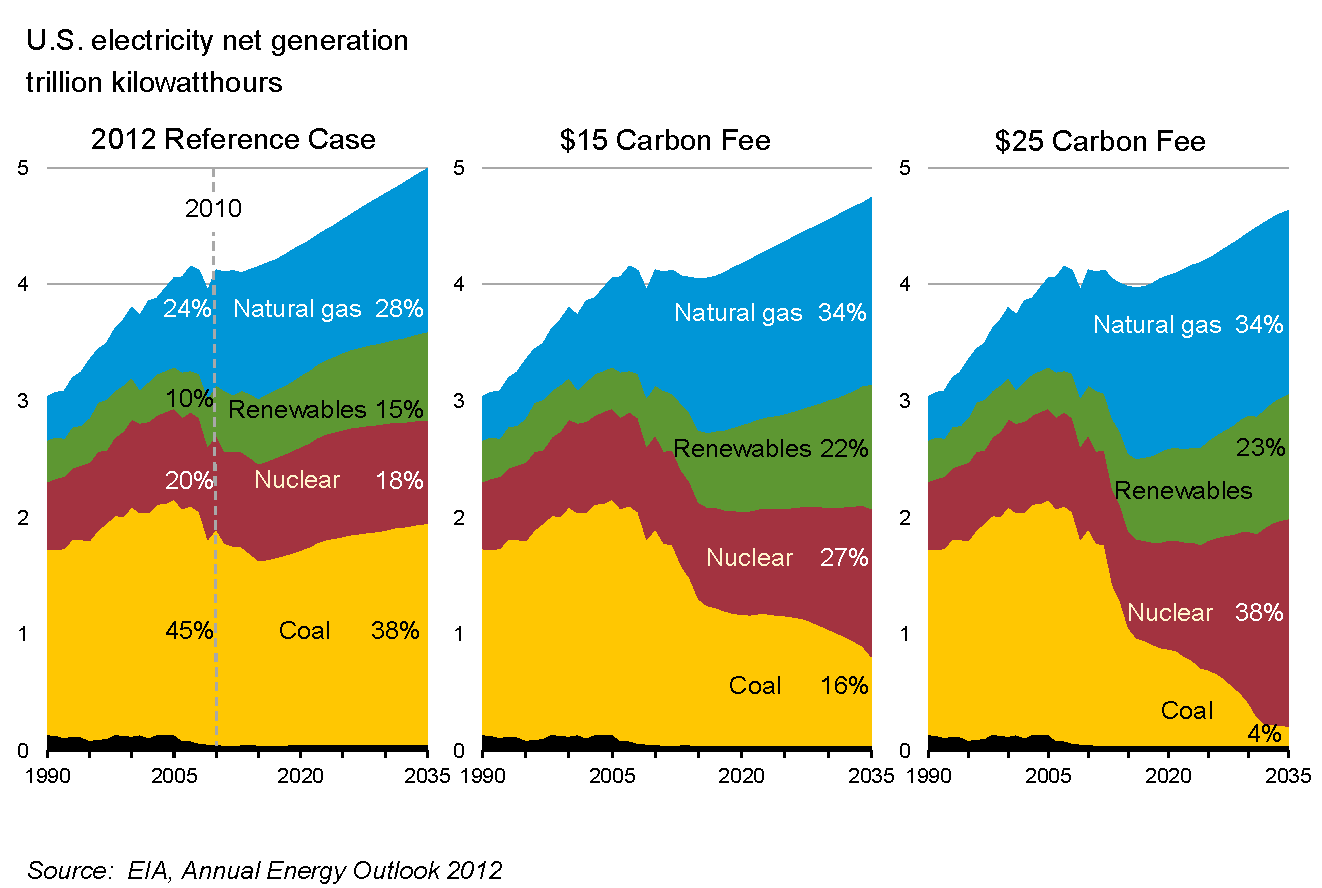
美國能源資訊管理局提供在不同碳稅費率下該國至2035年的發電能源組合，左圖為基線年份（2012年），中間圖為假設碳稅為每噸二氧化碳當量收15美元後的結果，右圖為假設每噸二氧化碳當量收25美元後的結果。

美國曾多次提議徵收全國性碳稅，但從未完成立法。例如於2018年7月23日，眾議院議員卡洛斯·庫貝洛（共和黨-佛羅里達州）提出議案H.R. 6463，稱為"市場選擇法案"，此項碳稅提案中取得的收入將用於支持美國的基礎設施和環境解決方案。提案已交給眾議院的商品交易所、能源和信貸小組，但尚未成為法律。
好幾個組織正積極推動全國碳稅提案。為解決保守派擔心碳稅會擴大政府規模並增加生活成本，最近的提案均以稅收中立為中心。公民氣候遊說團 (CCL)、republicEn（以前稱為E&EI，為喬治梅森大學氣候變化溝通中心的專案）、氣候領導委員會 (CLC) 和美國碳紅利組織 (AFCD) 支持透過邊境調整機制徵收稅收中立的碳稅。CLD及AFCD倡導名為"貝克-舒爾茨碳紅利計畫"的特殊框架，該計畫自2017年宣布後已獲得全國兩黨的關注。貝克-舒爾茨碳紅利計畫的核心原則是逐步提高碳稅，所有收入都作為平等紅利返還給美國人民。該計劃由共和黨元老政治家詹姆斯·貝克和喬治·普拉特·舒茲共同起草。計畫也得到企業如微軟、百事可樂、First Solar、美國風能協會、埃克森美孚、BP和通用汽車等大型企業的支持。
迄2024年4月，美國尚未有全國性的碳稅通過立法。